# Mesquita d'An-Nàssir Muhàmmad

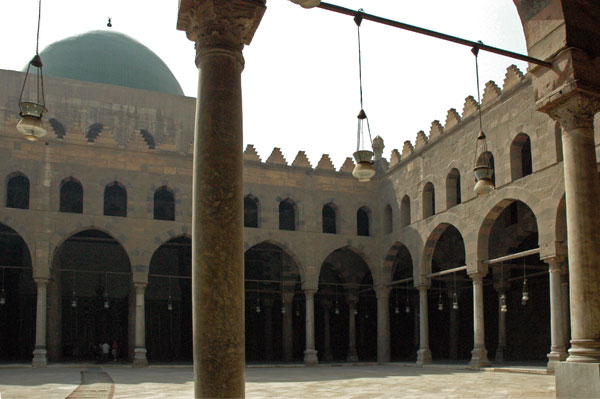
La mesquita d'An-Nàssir Muhàmmad

La mesquita d'an-Nàssir Muhàmmad (àrab: مسجد الناصر محمد بن قلاوون, masjid an-Nāṣir Muḥammad) està situada a la ciutadella del Caire. És una interessant construcció històrica i el seu estat de conservació és força bo. Forma part del conjunt arquitectònic conegut com a Caire històric, declarat Patrimoni de la Humanitat per la UNESCO. Porta el número 143 del catàleg de monuments islàmics gestionat pel Supreme Council of the Antiquities.

## Història
Aquesta mesquita és d'època mameluca. Fou fundada el 1318 pel soldà an-Nàssir Muhàmmad ibn Qalàwun (que va regnar entre 1293 i 1294, 1299 i 1309 i 1310 i 1341). La mesquita era utilitzada per a la pregària del divendres pels soldans, estava situada dins el recinte del palau, a la ciutadella.
No era la primera mesquita que es va fer en aquest lloc. Tot i que no es trobava exactament al mateix emplaçament, en època aiúbida s'havia aixecat una d'anterior, més petita.
Quan an-Nàssir va recuperar el tron, el 1310, va començar a construir a la ciutadella, dins el context del palau: el Gran Iwan (1310, refet el 1334 i ara destruït) i el palau d'al-Qasr al-Ablaq. En el 1318, el soldà va enderrocar l'antiga mesquita aiúbida i va fer-ne una de nova en menys de cinc mesos, però no va perdurar massa, ja que el 1335 es va refer per segon cop i més gran encara.

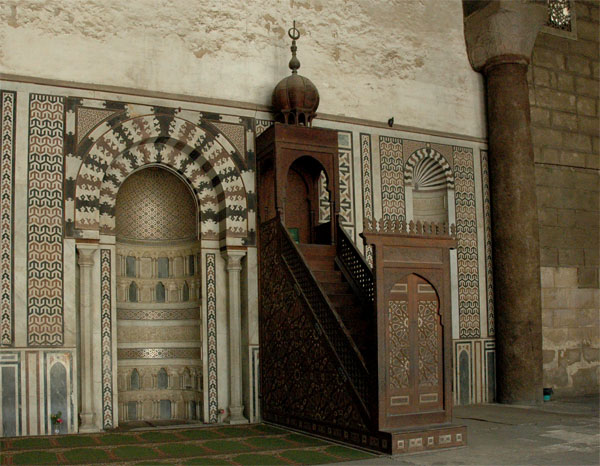
El mihrab i el minbar

Per aquesta construcció, el soldà va ordenar que es portessin columnes de construccions antigues, que eren reaprofitades. Aquestes columnes s'utilitzaren tant per a la mesquita com per al Gran Iwan del davant. Els dos edificis també van ser proveïts de cúpules, recobertes exteriorment de ceràmica verda, que van caracteritzar durant molts anys el perfil de la ciutadella i del mateix Caire.
El 1468 la cúpula original va caure i el soldà Qàït-bay (1468-1496) la va refer amb fusta, juntament amb el minbar, que també s'havia perdut. L'època del soldà Selim I (1512-1520) va arrancar la decoració marmòria de l'interior i es va portar a Istanbul. Hi ha escasses restes de la decoració en estuc i dels sostres.

## L'edifici
Es tracta d'una mesquita amb un gran pati obert envoltat de galeries pels quatre costats. És de planta rectangular, de 58 x 60 m de costat. La sala de l'alquibla és de cinc naus paral·leles a aquest, les quatre primeres es troben ocupades en la seva part central per la cúpula, de 14,3 m de diàmetre, que cobreix l'espai immediatament anterior al mihrab. Les galeries (riwaq) dels altres tres costats del pati tenen dues naus cada una, les del fons paral·leles a l'alquibla i les laterals perpendiculars.
Interiorment, la sala d'oracions i les altres galeries mostren una esplèndida col·lecció de columnes i capitells antics, amb bases de mides diferents per a aconseguir igualar-ne l'alçada, ja que procedeixen de diferents construccions antigues. Algunes en són d'època faraònica. El pati central queda tancat per un seguit de columnes unides amb arcs de mig punt elaborats amb pedra combinant els tons clars i foscos. En un nivell superior hom troba una fila de finestres del mateix estil.
La mesquita té dos minarets: l'un situat al portal occidental i l'altre a la cantonada de llevant. El primer estava encarat a la zona del palau, servia per a la cort i la mateixa ciutadella; el segon era visible des d'altres edificis oficials i també des de l'exterior. El minaret del portal és de planta circular, dividit en tres seccions per dues balconades. Exteriorment és decorat amb ziga-zagues, la part superior revestida de ceràmica i amb una inscripció, és rematada per un cos en forma de bulb. El minaret de la cantonada té una estructura similar, però amb el primer pis de planta quadrada; tampoc té decoració exterior. El remat superior és similar, però amb l'afegit d'un cos a la part baixa format per columnes. Aquests minarets pertanyen a la construcció del 1318 i la decoració de la part superior es va afegir el 1335. El mihrab es va refer en el decurs d'una restauració recent.

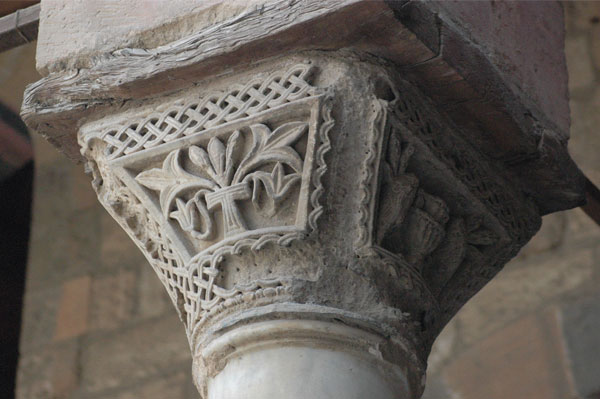
Capitell preislàmic
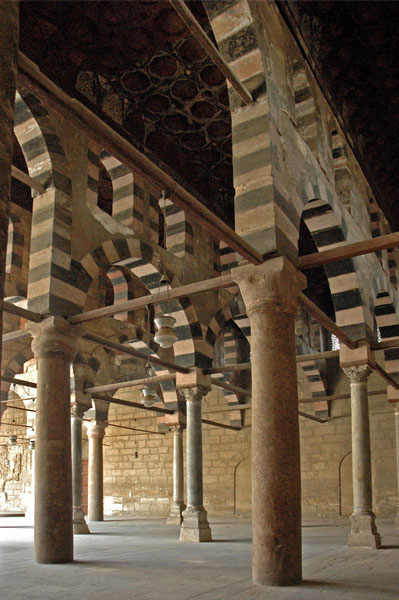
La sala d'oracions
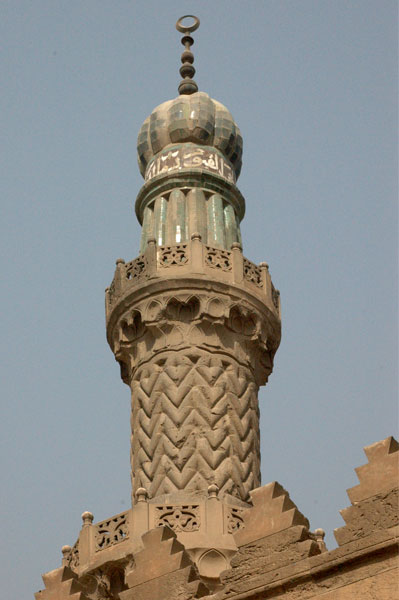
Minaret
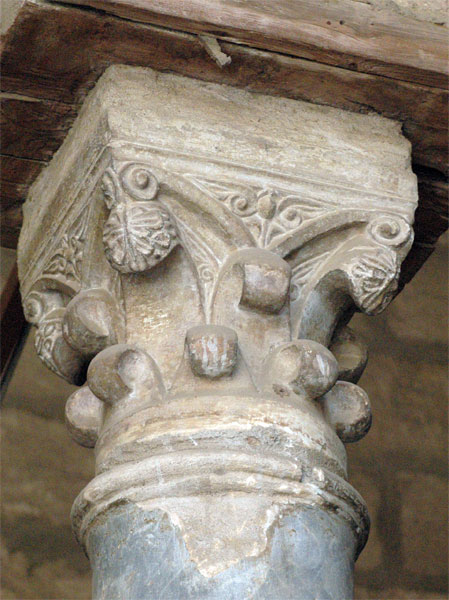
Capitell preislàmic
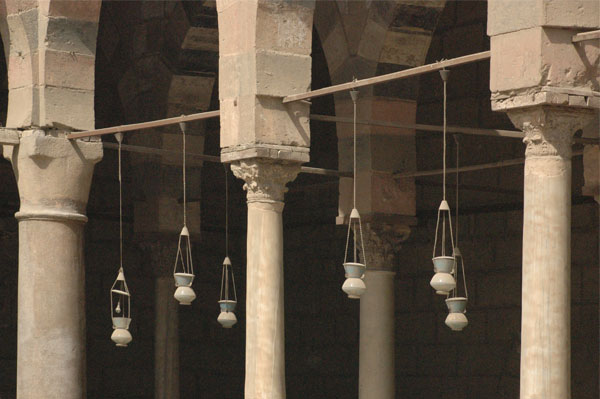
Làmpades de la mesquita